# Dao (Cápiz)
Dao es un municipio filipino de cuarta clase, perteneciente a la provincia de Cápiz, en las Bisayas Occidentales.

## Historia
El pueblo fue fundado en 1837. Hacia mediados del siglo XIX, tenía contabilizada una población de 6463 habitantes, repartidos en 1076 casas. Aparece descrito en el segundo volumen del Diccionario geográfico, estadístico, histórico de las Islas Filipinas (1851) de Manuel Buzeta Núñez y Felipe Bravo con las siguientes palabras:

DAO: pueblo con cura y gobernadorcillo, en la isla de Panay, prov. de Capiz, dióc. de Cebú; se halla sit. en los 125° 22' long., 11° 26' lat., en terreno llano, á la orilla izq. del r. Panay, y su clima es templado y saludable. Fué fundado en 1837, y en el dia tiene como unas 1,076 casas, en general de sencilla construccion, distinguiéndose entre ellas la casa parroquial y la del tribunal ó llamada de Justicia, donde se encuentra la carcel. Hay escuela de primeras letras, bastante concurrida, dotada de los fondos de comunidad; é igl. parr. bajo la advocacion de Santo Tomás de Villanueva, servida por un cura regular. Próximo á esta se halla el cementerio, el cual es bastante capaz y ventilado. Comunícase este pueblo con sus inmediatos por medio de caminos regulares, y recibe el correo de la cabecera de la prov. en dias indeterminados. El term. confina por el N. con el mar; por E. con Lugtugan (á 3 leg.); por S. con Dumalag (á 2 leg.); y con Dumarao por S. E. (á 2 ½); por O. con Sapian: como á igual dist. de 5 leg. se halla cabecera de la prov. (Capiz), en direccion al N. E. Su terreno es lano y muy fértil, por estar regado por algunas de las ramificaciones del r. Panay; en él se encuentra algun oro que los naturales estraen, aunque en corta cantidad, por medio del lavado de las arenas. prod.: el arroz es el mayor de sus productos, y si se atiende al número de sus hab., es uno de los pueblos mas cosecheros de arroz; produce tambien en poca cantidad algunos otros granos, sin contar el algodon, abacá y algunas otras plantas, que les sirven para el consumo de la pobl. ind.: la agrícola y la fabricacion de varios tejidos de algodon y abacá en que se ocupan las mugeres; tambien forma parte de ella la ocupacion de los que por medio de lavaderos trabajan en la limpia de las arenas, para recoger el oro. comercio: éste consiste en la importacion del arroz, que la efectúan en gran cantidad por el r. Panay, que navegable aun en los tiempos que lleva poca agua, les proporciona un medio de esportarlo muy cómodo y económico. pobl. 6,463 alm., 1,373 ½ trib., que ascienden á 13,735 rs. plata, equivalentes á 34,337 ½ rs. vellon.
(Buzeta y Bravo, 1851, pp. 9-10)

En 2020, tenía censados 33 842 habitantes.